# Коттур, Джордано
Джордано Коттур (итал. Giordano Cottur; 24 мая 1914, Триест — 8 марта 2006, Триест) — итальянский шоссейный велогонщик, выступавший на профессиональном уровне в период 1938—1949 годов. Трижды становился третьим в генеральной классификации «Джиро д’Италия», сумев выиграть в общей сложности пять этапов.

## Биография
Джордано Коттур родился 24 мая 1914 года в городе Триесте, входившем тогда в состав Австро-Венгрии.
В 1935—1937 годах выступал на любительском уровне, в частности дважды выигрывал гонку «Бассано — Монте-Граппа», финишировал девятым в любительской групповой гонке на чемпионате мира в Копенгагене.
Дебютировал среди профессионалов в 1938 году, присоединившись к итальянской команде Lygie-Settebello. В частности, в этом сезоне впервые принял участие в супервеломногодневках «Тур де Франс» и «Джиро д’Италия» — в первом случае занял 25-е место в генеральной квалификации, во втором случае сумел выиграть один из этапов и приехал к финишу на 33-й позиции.
В 1939 году одержал победу в однодневной гонке «Джиро дель Умбрия», был вторым на «Джиро дель Лацио», при этом на «Джиро д’Италия» вновь выиграл один из этапов и стал в итоге седьмым.
В 1940 году занял третье место в генеральной классификации «Джиро д’Италия».
В 1941 году перешёл в команду Viscontea, с ней показал шестой результат на «Милан — Сан-Ремо».
В 1942 году помимо прочего финишировал четвёртым на «Милан — Сан-Ремо».
После окончания Второй мировой войны в 1945 году возобновил спортивную карьеру в составе команды Wilier Triestina.
На «Джиро д’Италия 1946» выиграл первый этап и на один день завладел розовой майкой лидера, но в конечном счёте спустился до седьмой позиции.
В 1947 году был третьим на «Джиро дель Лацио», восьмым на «Тур де Франс», закрыл десятку сильнейших на «Милан — Сан-Ремо», добавил в послужной список ещё одну победу на этапе «Джиро д’Италия», но в ходе 14-го этапа сошёл с дистанции.
В 1948 году занял седьмое место на «Милан — Сан-Ремо», в третий раз участвовал в «Тур де Франс», но сошёл на 14-м этапе. «Джиро д’Италия» вновь начал с победы на первом этапе — на сей раз удерживал розовую майку лидера в течение восьми дней, став в итоговом общем зачёте третьим. Будучи действующим велогонщиком, снялся в небольшой эпизодической роли в художественном фильме «Тото совершает поездку по Италии».
На «Джиро д’Италия» 1949 года оставался обладателем розовой майки в течение пяти дней, при этом снова окончил гонку на третьей позиции в генеральной классификации.
По завершении карьеры профессионального велогонщика в 1953—1957 годах работал менеджером в команде Bottecchia. Затем управлял собственной велосипедной компанией SC Cottur ASD в Триесте.
За выдающиеся достижения на спортивном поприще 2 июня 1999 года награждён орденом «За заслуги перед Итальянской Республикой» в степени командора.
Умер 8 марта 2006 года в Триесте в возрасте 91 года.